# 切爾卡斯卡洛佐瓦
50°6′50″N 36°13′18″E / 50.11389°N 36.22167°E
切爾卡斯卡洛佐瓦（烏克蘭語：Черкаська Лозова）是位於烏克蘭東部的村莊，由哈爾科夫州哈爾科夫區的小丹尼利夫卡市鎮負責管轄。該村處於洛佐溫卡河畔，始建於1663年，面積3.83平方公里，海拔高度152米，2001年人口4,186。